# The Rattler
«The Rattler» es una canción de la banda de rock escocesa Goodbye Mr. Mackenzie. La canción fue originalmente lanzada en 1986, pero sin embargo no para trazar. La banda nuevamente lanzó la canción en 1989 y dieron su primer hit Top 40 en el Reino Unido, y en los charts alcanzaron el puesto número 37.
La canción fue escrita originalmente para The Jazz Singer, pero no fue presentada en la última película.

## Posicionamiento
| Listas (1988)    | Posición |
| ---------------- | -------- |
| UK Singles Chart | 37       |